# Fundulopanchax gardneri
Fundulopanchax gardneri è un pesce osseo d'acqua dolce appartenente alla famiglia Nothobranchiidae.

## Distribuzione e habitat
Questa specie è diffusa nei fiumi nigeriani di Beno e Cross; abita le pianure e le savane allagate da questi fiumi, nonché le rive poco profonde, ricche di vegetazione.

## Descrizione
Il corpo è allungato, poco compresso ai fianchi, con dorso leggermente piatto: la bocca è rivolta verso l'alto. Le pinne pettorali sono tondeggianti, quelle ventrali ovaloidi e minute. La pinna dorsale e quella anale sono opposte e simmetriche, posizionate verso la parte terminale del corpo. La coda è a delta, con le due parti esterne più sviluppate rispetto al centro. 

La livrea, variabile per ogni singolo individuo e per le diverse popolazioni, presenta solitamente testa e ventre rosati, con mento e ventre rosa chiaro, mentre i fianchi sono verdi-azzurri, decorati da macchie tondeggianti rosso vivo e alcune iridescenze azzurre. Le pinne dorsale e anale sono azzurre-verdi macchiate di rosso, in alcune varietà divise da una riga rossa orizzontale e orlate di giallo vivo o azzurro. La pinna caudale presenta due righe orizzontali rosse che dividono le due zone più sviluppate (gialle o azzurre) dal centro, azzurro-verde macchiato di rosso. 

Alcune varietà presentano invece livrea rosa-gialla macchiata di rosso, oppure pinne solamente verdi-azzurre macchiate di rosso. 

Le femmine sono più smorte. Entrambi i sessi raggiungono i 6,5 cm di lunghezza.

## Riproduzione
Dopo il corteggiamento, la femmina depone alcune centinaia di uova che il maschio feconda e pone vicino alla superficie, fissandole alle piante acquatiche. L'incubazione può durare fino ad un mese.

## Alimentazione
F. gardneri si nutre prevalentemente di piccoli insetti, larve e vermi.

## Acquariofilia
Importato in Europa e America verso la metà degli anni '70 del XX secolo per via della sua magnifica colorazione e favorito dal fatto di non essere una specie annuale come molti altri Notobranchidi, è tuttavia di difficile reperibilità nei negozi, perché giustamente considerato un pesce di nicchia, dedicato agli allevatori dei killifish.

## Sottospecie
Dai tempi della scoperta da parte di Boulanger, nel 1911, sono state scoperte numerose varietà, le cui differenze consistevano prevalentemente nella livrea. Numerosi studi, genetici, fisiologici, biologici hanno avvalorato la tesi di numerosi biologi, i quali hanno finalmente visto riconosciute alcune sottospecie.
| Sottospecie                        | Scoperta        | Diffusione                   | Aspetto | Dimensioni |
| Fundulopanchax gardneri gardneri   | Boulanger, 1911 | fiumi Beno e Cross (Nigeria) | Vedi voce | 6,5 cm     |
| Fundulopanchax gardneri nigerianus | Clausen, 1963   | Nigeria e Camerun            | Livrea tendente al giallo-rosato macchiata di rosso, con pinne gialle e rosse                                   | 6 cm       |
| Fundulopanchax gardneri lacustris  | Langton, 1974   | Camerun                      | Livrea rosa-azzurra chiazzata di rosso                                                                          | 6 cm       |
| Fundulopanchax gardneri mamfensis  | Radda, 1974     | Camerun                      | La più differente dalle altre: le pinne sono arrotondate, con livrea rosa-verde, vivacemente macchiata di rosso | 6 cm       |

Tuttavia numerose sono le varietà di alcune sottospecie, tali da far cadere in tranello anche gli allevatori o i biologi esperti.